# Sebastian Hennig (Sänger)
Sebastian Hennig (* 2. Oktober 1968) ist ein ehemaliger Knabensopran und späterer Sänger in der Stimmlage Bariton.

## Leben
Sebastian Hennig ist der Sohn von Heinz Hennig, dem Gründer und Dirigenten des Knabenchors Hannover, dem Hennig ab 1974 und bis 1994 angehörte. Als Solist und Knabensopran fand Hennig internationale Aufmerksamkeit unter anderem mit Aufführungen von Johann Sebastian Bachs Kirchenkantaten unter dem Dirigenten Gustav Leonhardt, die dieser in einem Kantatenzyklus in Zusammenarbeit mit dem Dirigenten Nikolaus Harnoncourt zu Aufführungen brachte.
Ebenso wie Roger Cericius konzertierte Hennig unter anderem im Opernhaus Hannover in dem Knaben-Terzett von Mozarts Oper Die Zauberflöte.
Ab 2002 sang Hennig in der Stimmlage Bariton bei den Hannover Harmonists, blieb dem Knabenchor Hannover jedoch auch mit veränderter Stimme als Solist erhalten und brachte dort insbesondere Darbietungen von Motetten von Andreas Hammerschmidt. Zudem kooperierte Hennig mit René Jacobs und spielte über das Label Harmonia Mundi France die Kleinen geistlichen Konzerte von Heinrich Schütz oder das Stabat mater von Giovanni Battista Pergolesi ein.

## Tonträger (Auswahl)
- Missa solemnis c-moll KV 139, „Waisenhausmesse“ / Mozart. Interpreten (Knabensolisten): Sebastian Hennig (Sopran), Rafael Harten (Alt), John Elwes (Tenor), Stephen Varcoe (Bass), mit Erläuterungen in deutscher und englischer Sprache von A. Beaujean, Aufnahme des Knabenchors Hannover mit dem Collegium Aureum mit dem Dirigenten Heinz Hennig in der Stiftskirche St. Mauritius in Hildesheim, Koproduktion mit dem NDR, Köln: EMI-Electrola, 1981
- J. S. Bach: Das Kantatenwerk – Sacred Cantatas Vol. 7. Gustav Leonhardt, Knabenchor Hannover, Collegium Vocale Gent, Leonhardt-Consort, Sebastian Hennig (Solist des Knabenchors Hannover), René Jacobs, Marius van Altena, Max van Egmond. Teldec, 1983